# Узбек-хан
Узбек, Султан Гіяс ад-Дін Мухаммад Узбек (тат. Солтан Гыясетдин Мөхәммәт Үзбәк, монг. Султан Гияс ал-Дин Мохаммед Өз-бег, 1282–1342) — хан Золотої Орди (улус Джучі), син Тогрула (правителя Башкирського улуса), онук Менгу Тимур-хана, праправнук хана Батия.

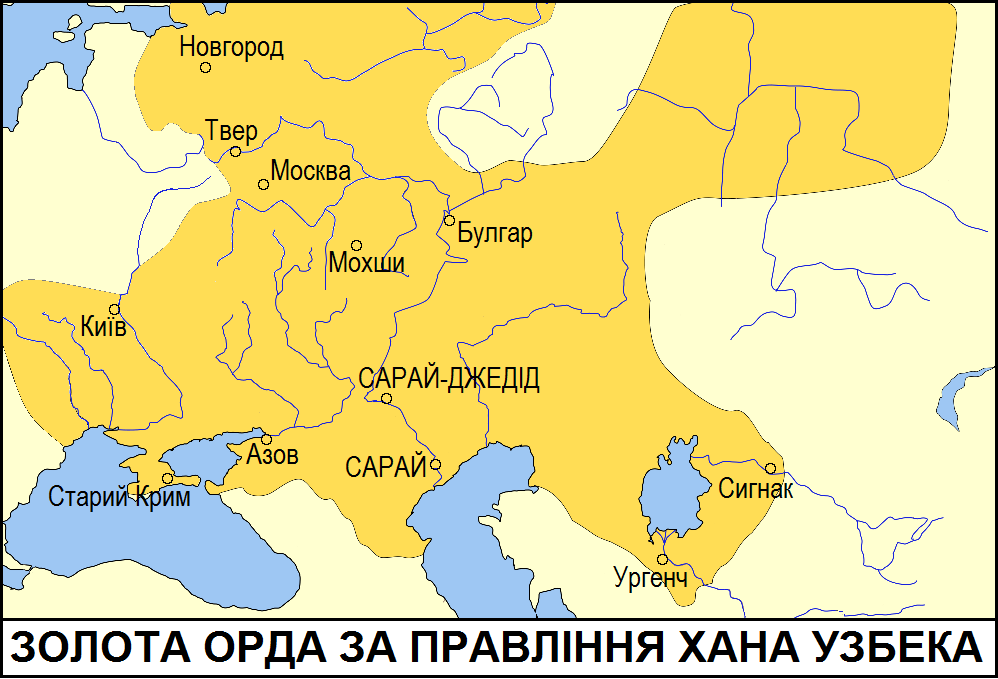

Правління Узбека тривало найдовше з усіх ординських ханів. Він завершив період міжусобиць в Орді, довівши її до зеніту розвитку. Узбек запровадив державну релігію — іслам, прийнявши ім'я султана Мугаммада.

## Правління

### Прихід до влади та запровадження ісламу
Виріс при дворі Токти. Після його смерті, за допомогою беклярбека Кутлуг-Тимура і так званої «купецької партії», захопив престол (січень 1313), усунувши (ба навіть особисто вбивши) головного конкурента — сина Токти Ільбасара. Маючи дієву підтримку сановників-мусульман, запровадив іслам як державну релігію і сам прийняв його 1320 року, при цьому жорстоко розправився з прихильниками старих монгольських звичаїв, багато з яких втекло на землі, захоплені литовським князем Гедиміном. Жорстоко придушив змову емірів, що бажали зберігати віру свого предка Чингізхана і противились переходу на віру арабів, зокрема знищив 120 власних родичів-чингізидів.

### Стосунки з Галицько-Волинським князівством
На часи правління хана Узбека припав період загибелі короля Русі Юрія І Львовича, його синів князів Андрія II і Лева ІІ — останніх спадкоємців по чоловічій лінії князя Романа II Великого, правління Юрія ІІ Болеслава. Цим вирішив скористатись король Польщі Казимир III, загрожуючи князівству. Для протидії цій загрозі Юрій ІІ Болеслав спробував повернути Люблінську землю і на прохання князя хан Узбек надав 1337 року військо для походу. Після нападу на Львів 1340-го Казимира ІІІ на прохання голови боярської ради Дмитра Детька надав 40-тисячне військо для походу на Польщу, що змусило Казимира ІІІ замиритись і тимчасово відмовитись від претензій на Королівство Русі. Лише смерть хана Узбека і наступний тривалий період міжусобиць в Золотій Орді дозволив Казимиру ІІІ отримати у ханів ярлик на правління, за що він сплатив за рік наперед данину і зобов'язався сплачувати її надалі, що номінально робило його васалом ханів.

### Стосунки з Московським князівством
За панування Узбек-хана відбулось піднесення значення Москви завдяки одруженню 1317 року московського князя Юрія Даниловича з його сестрою Кончакою і передачі йому права збирати данину замість баскаків. Імовірно, з нагоди весілля хан подарував князеві золоту тюбетейку, згодом названу шапкою Мономаха. Майже відразу князь випросив у хана дозвіл на перетворення Москви на центр збирання данини з сусідніх Тверського, Владимирського князівств і військо з воєводою Ковгадиєм для захоплення Твері. Однак тверський князь Михайло Ярославич розбив це військо. Юрій Данилович звинуватив тверського князя у смерті Кончаки, через що того після місяця катувань замордували в Орді люди московського князя і хана. У XVI ст. тверський князь був канонізований РПЦ.
Узбек-хан передав ярлик на збирання данини Юрію Даниловичу, який зібрану данину став використовувати для власних цілей, передавши її до Новгороду брату для закупівлі товарів. Син страченого тверського князя Дмитро Михайлович 1322 року поїхав до Узбек-хана, звинувативши Юрія Даниловича у приховуванні зібраної данини. Хан надав йому ярлик на велике княжіння. Князь Юрій Данилович втік від хана і лише через два роки прибув на суд до Орди. Тут він зустрівся з князем Дмитром Михайловичем, який у річницю страти батька його вбив і сам став чекати суду хана. Узбек-хан не міг його пробачити через те, що московський князь був його родичем і після 9-місячних роздумів у вересні 1326 року наказав стратити.
У Твері став княжити середній син князя Михайла Ярославича Олександр, що був одружений з Анастасією — донькою короля Русі Юрія І. 1327 року він брав участь у повстанні міщан Твері, які вбили ханського посла Чол-хана, що прибув збирати данину. Московський князь Іван Калита спішно приїхав в Орду, сповістивши Узбек-хана про подію. Той дав йому ярлик на велике княжіння і 50-тисячне військо. Іван Калита разом з татарським військом і суздальським князем спустошив Твер, Тверську землю. Олександр втік до Пскова, що належав до Литовського князівства. За намовою Івана Калити митрополит Феогност наклав анафему на Псков, що змусило Олександра Михайловича 1337 року приїхати до Узбек-хана, просячи помилування. Той його простив і князь повернувся до Твері. Через нове піднесення значення міста Твер Івана Калита звів наклеп на князя — хан Узбек, родич останнього, наказав замордувати його разом з сином Федором у жовтні 1339 року. Згодом обоє були канонізовані РПЦ. Після цього розпочалось піднесення Москви.

### Зносини з іншими державами
Узбек-хан в 1319 році розпочав невдалу війну з Абу-Саїд Багадур-ханом з династії Ільханів і був розбитий на ріці Кура біля Дербенту . Наступного року його брат Газан був розбитий на теренах Грузії.
1321 року атакував візантійську Фракію. 1323 року змусив болгарського царя Михайло I Шишман знову визнати зверхність Золотої Орди. Потім ординське військо у битвах біля Проомосулу і Черномена зазнало поразки від візантійців на чолі із Іоанном Каннтакузином. Узбек-хан у 1325 році атакував Закавказзя, через що ворог у відповідь спустошив його володіння до Тереку. Водночас почалися конфлікти з генуезцями Сугдеї, яка з перервами тривала до 1327 року.
1331 року відбулося нове вторгнення до Візантії, під час якого візантійці зазнали поразки й відступили до Росокастрона. Імператор Андронік III Палеолог вимушен був визнати зверхність Золотої Орди та почати сплачувати данину Узбеку. 1332 року хан видав венеційцям спеціальний ярлик на право торгувати у своїх володіннях. 1335 року безуспішно атакував нового ільхана Арпа-хана в південному Кавказі. 1337 року, коли візантійський імператор відмовився платити данину, ординське військо сплюндрувало землі до Геллеспонту. 1341 року готувався новий похід, але смерть імператор та посольство на чолі із Д.Кідонісом попередило це.

### Внутрішня політика
Для торгівлі за часів Узбека настала справжня «золота доба». Швидко зростали й міста — до того ж не лише на узбережжі, а й в глибині степу. Щоправда, всі вони не мали мурів — хан остерігався перетворення їх на осередки сепаратизму, а пам'ять про інтриги Ногая ще була живою. Консолідація влади в часи Узбека, його політика ісламізації призвели до значних змін і всередині міст. В цей період було закладено підвалини та в значній мірі сформована своєрідна індустрія державної економіки, повязаної з посередницькою торгівлею між Балканами, Руссю, Кавказом і Мавераннахром в Центральній Азії. Важливим елементом стала централізована система управління торгівельних шляхів, яку створив Узбек. Вона складалася з даручів (спеціальних чиновників), що слідкували за базарами, митами тощо, перекладачів, погонщиків коней і верблюдів, караван-сараїв уздовж шляхів, системи колодяців та їх охорони. Впроваджено стабільний розмір ввозимого мита — 3 %.
Розвиток торгівлі призвів до зростання населення, що призвело до формування духовної та економічної культури, заснованої на монгольських традиціях та арабських звичаях. При цьому відбувалося знайомство з європейською культурою через генуезців та венеційців (в меншій мірі — пізанців), які створили близько 28 факторій в межах Золотої Орди. Водночас розширення міст почало призводити до зменшення лісів, байраків, що сприяло ерозії ґрунтів.
Водночас політика Узбека сприяла піднесенню регіональної самобутності. Адже після остаточного утвердження в його державі ісламу від зіштовхнувся з опозицією з боку монгольської знаті. Тому страчував, позбавляв посад і виганяв за межі держави її представників, вивищуючи натомість місцеві шляхетські роди — передусім кипчацькі. За його правління припинилося й переселення до Причорномор'я нових племен зі сходу.

## Кліматичні зміни
У 1320-х роках починається різкий підйом рівня Каспійського моря, викликаний сейсмічною активністю та зміною річища Амудар'ї. В результаті до кінця панування Узбека міста в нижньому Надволжі та в Надараллі опинилися під загрозою підтоплення. Все це сприяло подальшій аридизації землі. Водночас негативний вплив мала й урбанізація. Втім за часів Узбека ці чинники ще не впливали на економіку Золотої Орди. Негативні наслідки їх стало відчутно лише у 1360-х роках, коли до аридизації додалася потужна посуха.

## Шлюбна дипломатія
Був одружений з донькою імператора Візантії Андроніка ІІ, через шлюб племінниці Тулубай споріднився з мамелюцьким султаном Єгипту ан-Насиром Мухаммедом.